# Штраубинг Тайгерс
«Штра́убинг Та́йгерс» (англ. Straubing Tigers — штраубингские тигры) — немецкий хоккейный клуб из города Штраубинг, Бавария. Выступает в Немецкой хоккейной лиге (DEL).

## История
В 1941—1943 клуб назывался «Банн Штраубинг» (нем. Bann Straubing).
В 1947—1981 — «ТСВ Штраубинг» (нем. TSV Straubing).
В 1981—2002 — «ЕХК Штраубинг» (нем. EHC Straubing).
С 2002 года команда носит название «Штраубинг Тайгерс» (англ. Straubing Tigers).
Выступает в Немецкой хоккейной лиге (DEL) с 2006 года.
Домашние матчи проводит на Айсштадион ам Пульвертурм (нем. Eisstadion am Pulverturm) (Штраубинг, Бавария).
Цвета клуба — синий, белый.

## Достижения
- Выход в высшую лигу DEL — 2006
- Финалист Кубка Шпенглера 2024